# Madonna mit Kind und zwei Putten
Madonna mit Kind und zwei Putten ist der Titel eines Reliefs aus Carrara-Marmor des italienischen Künstlers Antonio Rossellino aus der zweiten Hälfte des 15. Jahrhunderts. Dabei handelt es sich um eine Variation der Thronenden Madonna, bei dem zwei Puttengesichter im Hintergrund am oberen Bildrand dem Relief seinen Namen gaben. Nach starker Zerstörung während des Zweiten Weltkriegs konnte das Original anhand eines erhaltenen Gipsabdrucks 2012 vollständig rekonstruiert werden. Das Werk ist Teil der Skulpturensammlung der Staatlichen Museen zu Berlin und befindet sich im Bode-Museum.

## Material und Technik
Bei dem Berliner Modell der Madonna mit Kind und zwei Putten handelt es sich um ein Relief, das ursprünglich aus Carrara-Marmor bestand. Es ist ein deutlicher Unterschied zwischen den flach gearbeiteten Partien, wie z. B. den Puttengesichtern am oberen Bildrand, und den hoch ausgearbeiteten Partien, wie der Schoßpartie der Maria, im unteren Teil des Bildraums, zu erkennen. Antonio bedient sich dazu der Technik des „rilievo schiaccato“ (italienisch für „gequetschtes Relief“). Durch spezielle Bearbeitung des Marmor entstehen bei dieser Technik unterschiedliche räumliche Tiefen. Im Zuge einer aufwändigen Restaurierung im Jahr 2012 wurden die Fehlstellen des Reliefs ausgebessert und sind als Ergänzungen für den Betrachter sichtbar.

## Erhaltung und Zustand

### Zerstörung im Zweiten Weltkrieg
Die Marmorreliefs Antonio Rossellinos wurden im Leitturm in Berlin-Friedrichshain im Mai 1945 während eines Brandes stark beschädigt. Durch die Zerstörung waren große Teile des Hintergrunds des Reliefs stark beschädigt. Des Weiteren fehlten Partien des Schleiers, der Heiligenscheine sowie Teile der Knie. Bei den Putten waren große Teile der Gesichter zerstört. Außerdem fehlten große Teile der Beflügelung der Putten. Im Gesicht des Jesuskindes fehlten zudem Teile der Lippen (siehe Abbildung von 2012). Erhalten geblieben sind vor allem die erhabenen Partien des Reliefs. Große Teile des Marienbildnisses und des Jesuskindes sowie der unteren Thronpartie existierten noch. Alle Teile wurden allerdings in ihrer Struktur stark beschädigt, d. h., sie wiesen Risse und Absplitterungen sowie eine raue Oberfläche auf. Spätere Restaurierungen in den 1950er Jahren und 1980 sicherten den Bestand. Auf Vorkriegsaufnahmen auszumachende und auch durch schriftliche Überlieferungen bekannte Vergoldungen ließen sich an den Fragmenten jedoch nicht mehr feststellen.

### Restaurierungen

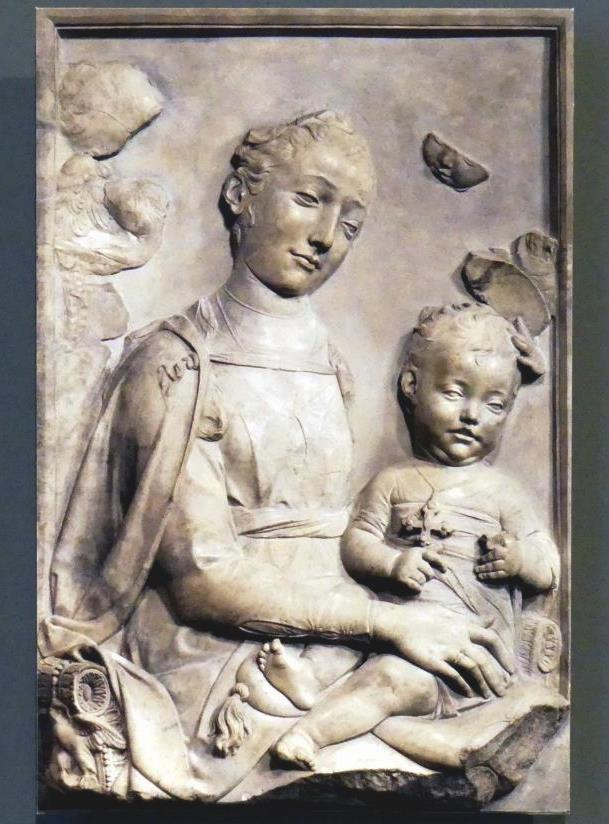
Abb. 2: Zustand des Berliner Reliefs vor der Restaurierung im Jahr 2012

In Vorbereitung auf eine Ausstellung erfolgten 1980 weitere Maßnahmen zur Restaurierung. Durch einen noch vor dem Krieg gefertigten Gipsabdruck ließen sich Fehlstellen erkennen und Korrekturen durchführen. Nach Auffüllung sämtlicher Fehlstellen überzog man die Oberfläche mit einem schwachen Wachs, so dass dem Marmor wieder ein matter Glanz verliehen werden konnte. Eine erneute Restaurierungskampagne 2012 ergänzte unter Zuhilfenahme eines alten Gipsabdrucks des Originals die Fehlstellen mit einem helleren Kunststoff, wodurch das Relief heute wieder vollständig erscheint. Für die 2012 vorgenommene Restauration wurde zunächst eine Silikonform anhand des Ursprungsmodells angefertigt, sodass die Fehlstellen ausgebessert werden konnten. Um dem Ursprungsmodell, das vermutlich aus Marmor bestand, so nah wie möglich zu kommen, wurden spezielle Partikel in die Füllmasse gegeben, um Glanz und Farbigkeit des Originals zu kopieren.

### Zustand nach 2012

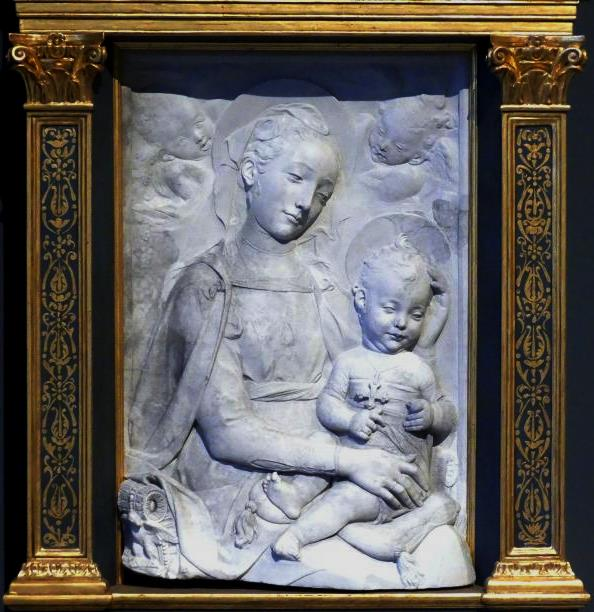
Abb. 3: Das Berliner Modell während einer Ausstellung im Jahr 2015

Seit 2012 präsentiert sich das Werk wieder vollständig dem Betrachter. Die ergänzten Stellen sind durch eine leicht hellere Farbgebung gekennzeichnet. Im heutigen Zustand präsentiert sich das Modell als ein zusammengefügtes Relief, d. h., die Originalteile sind zusammen mit den Ergänzungen zu sehen. Damit wird das Relief als Madonna-mit-Kind-Darstellung deutlich. Die Putten in den oberen Ecken des Bildfelds sind nun deutlich als beflügelte Engel erkennbar und auch der Schleier Mariä wurde hinzugefügt, sodass ihr Gesicht von einem zarten Faltenspiel des Schleiers eingerahmt wird. Zudem wurden beide Figuren im Vordergrund um ihre Heiligenscheine erweitert, die sich als volle Scheiben hinter den Köpfen zeigen. Die Patina ist zerstörungs- sowie restaurierungsbedingt nicht mehr original. Zudem sind deutliche Unterschiede in der Farbigkeit zu erkennen. Das Relief wurde im Zuge einer Ausstellung des Bode-Museums im Jahr 2015 in ein goldenes Rundbogen-Segment eingefügt. Dieses Segment wurde von zwei goldenen, ornamental verzierten Pilastern mit korinthischem Kapitell seitlich eingegrenzt (siehe Abb. 3).

### Rekonstruktion des Rahmens 2018
Da mit der kriegsbedingten Zerstörung auch der Holzrahmen, in dem das Relief bis 1945 eingesetzt war, zerstört wurde, kam es im Jahr 2018 zu einer aufwendigen Rekonstruktion. Stilistisch orientierte man sich an der Entstehungszeit des Reliefs. Um eine möglichst stilechte Rahmung im Renaissancestil zu erzielen, wurden Fotoaufnahmen der Ausstellungsräume vor Kriegsausbruch zur Hilfe genommen, auf denen auch das Relief Antonio Rossellinos zu erkennen war. Auf diesen Aufnahmen wurde jedoch erkannt, dass es sich zwar um einen Rahmen aus dem 15. Jahrhundert handelt, jedoch – aufgrund der Maße – wohl nicht um den ursprünglichen. Dennoch wurde der Stil und die Farbgebung  – samt Pilaster und Fries – übernommen. In mehreren Schritten wurde somit eine Rekonstruktion hergestellt. Der neue Holzrahmen wurde aus Lindenholz gefertigt.

## Beschreibung

### Allgemein
Das Relief präsentiert sich dem Betrachter in hochrechteckigem Format. Das Bildfeld wird von einem schlichten Rahmen begrenzt, der Teil des Reliefs ist. Der aufwändig verzierte, farbliche Rahmen, in dem das Relief für die Ausstellung im Bode-Museum eingesetzt war, wurde zerstört. Dieser Rahmen bestand aus Holz. Im Zuge einer aufwendigen Rekonstruktion 2018 wurde ein Rahmen im Renaissance-Stil hergestellt, in dem das Relief präsentiert wird. Die zwei rahmenden Pilaster sind golden eingefasst, ebenso die ornamentale Verzierung, sowie Basis und Kapitell. Der Fries des Rahmens ist ebenfalls golden gefärbt, einzig ein breiter dunkelblauer Farbstreifen, der Architrav, verbindet die Pilaster-Kolonnaden mit dem dekorativen goldenen Rahmen-Fries. Oberhalb des Kranzgesimses bildet ein Rundbogen-Segment den Abschluss des Rahmens. Der Hintergrund des Reliefs wirkt schlicht, wodurch der Figurengruppe im Zentrum eine besondere Bedeutung zukommt. Die Figurengruppe in der Mitte füllt das Bildfeld zu linker und rechter Seite vollständig aus. Der Thron der Maria am unteren Bildrand ist hoch ausgearbeitet und geht deutlich über den Relief-Rahmen hinaus, wodurch eine dreidimensionale Wirkung erzielt wird.

### Maria
Maria wird in Dreiviertelansicht auf einem Thron sitzend dem Betrachter präsentiert. Ihre Körperhaltung ist nach rechts gewandt. Durch ihre sitzende Haltung ergibt sich ein Schoß auf ihren Oberschenkeln, auf dem sich das Jesuskind, auf einem kleinen Kissen sitzend, befindet. Der Thron der Maria wird durch Voluten begrenzt. Unterhalb ihres Throns ist ein Vogel zu ihrer linken Seite zu sehen. Flankiert werden Maria und ihr Kind in den oberen Ecken des Bildrands von zwei Kinderköpfen, die durch ihre Beflügelung als Engel zu erkennen sind. Die Arme Marias berühren sanft das Kind auf ihrem Schoß. Ihre rechte Hand ist dabei auf den Schoß des Kindes gelegt. Ihre linke Hand liegt stützend auf dem Hinterkopf des Kindes. Maria trägt ein ärmelloses Unterkleid, das an ihrer Taille zusammengeschnürt ist. Ein Obergewand wird auf Brusthöhe zusammengehalten und fällt über beide Schultern sanft hinab. Die Haare der Maria werden ab der Mitte des Kopfes von einem langen Schleier bedeckt, der entlang ihres Rückens hinunterfällt. Ihre nicht vom Schleier verdeckten Haare sind lockig gestaltet. Ein leicht geneigter Heiligenschein befindet sich über ihrem Kopf. ihr auffälliger Schmuck umfasst eine Halskette und einen Ring, der sich an ihrer rechten Hand befindet.

### Jesuskind
Das Jesuskind auf dem Schoß der Maria sitzt auf einem rechteckigen, mit Kordeln verzierten Kissen. Die verspielte Haltung der Beine lässt die Fußsohle für den Betrachter sichtbar werden. Die Arme des Kindes, mit leicht geballten Fingern, sind angewinkelt und ergeben auf Brusthöhe eine Linie. Durch die Kopfhaltung entsteht eine Art Doppelkinn. Das Kind trägt ein enganliegendes kurzärmeliges Untergewand. Auf der rechten Seite des Kindes fällt ein Teil eines Übergewands über den linken Arm des Kindes. Auf Höhe des Halses hängt ein Kreuzanhänger. Der Kopf, der von der Mutter abgewandt ist, ist oberhalb von einem Heiligenschein umgeben. Die Haare des Kindes sind als wilde, eng am Kopf anliegende Locken gestaltet.

### Putten
Oberhalb des Bildfeldes in beiden Ecken befinden sich beflügelte Engelsgesichter, die als Putten identifiziert werden können. Haarsträhnen der Putten werden mit leicht lockigen Haaren angedeutet. Die Gesichter bilden im Verhältnis zum Gesicht der Maria ein symmetrisches Gegenstück. Die Köpfe der Putten sind auf die Figuren in der Mitte gerichtet, wobei der linke der beiden auf den Betrachter gerichtet ist.

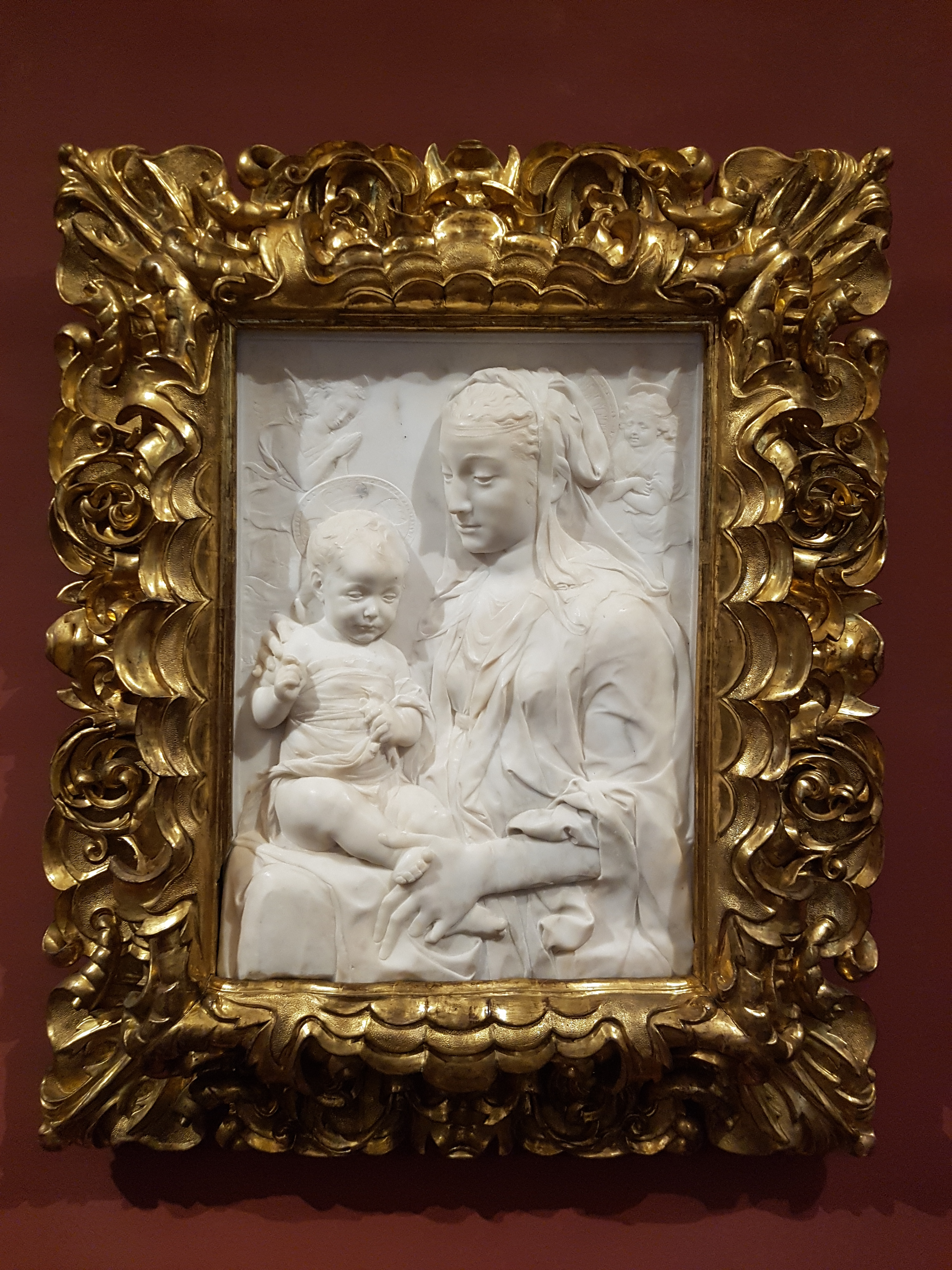
(Abb. 4) Antonio Rossellino: Madonna mit dem Kinde (um 1465/1470) Kunsthistorisches Museum Wien. Inv.Nr.: Kunstkammer(5455 2020)

## Komposition
Es handelt sich bei dem Berliner Relief um eine Variante der Madonnendarstellungen mit dem Jesuskind, namentlich einer Thronenden Madonna. Dabei werden Maria und ihr Kind in vorwiegend sitzender Haltung wiedergegeben, während die Muttergottes auf einem Thron sitzt, sitzt oder steht das Jesuskind auf dem Schoß der Mutter. Bei dem Berliner Relief sitzt das Jesuskind auf einem Kissen, das sich auf dem Schoß der Muttergottes befindet. Die Anordnungen der Figuren, deren Gestus, die Interaktion der Figuren, ihre Kleidung sowie die Gestaltung des Hintergrunds unterscheiden die Thronende-Madonnen-Reliefs voneinander.
Durch die Technik des „rilievo schiacciato“ überwindet Antonio Rossellino die eingeschränkten perspektivischen Möglichkeiten des Reliefs, indem er unterschiedliche räumliche Tiefen erzeugt. So tritt beispielsweise der bewölkte Himmel mit den zwei Puttengesichtern durch die flache Ausarbeitung des Marmors perspektivisch in den Hintergrund. Im Gegensatz dazu rückt die Kniepartie der Maria durch die hohe Ausarbeitung in den Vordergrund und überschneidet die Bildgrenze am unteren Bildrand. Die Rahmung des Bildfeldes wird dadurch großzügig ignoriert. Diese Höhenunterschiede sorgen für eine starke dreidimensionale Wirkung des Reliefs. Ein ähnlicher Effekt ist bei dem Wiener Marmor-Relief "Madonna mit dem Kinde" (Abb. 4) zu erkennen, welches Antonio zugeschrieben wird.
Die sorgsame Berührung der Mutter mit ihren Händen sowie ihr andächtiger Blick auf das Kind betonen derweil den intimen Charakter dieser Mutter-Kind-Beziehung sowie die Fürsorglichkeit der Mutter gegenüber ihrem Kind. Die Ausarbeitung des Kinns, der Arme sowie der Beine lassen das Jesuskind füllig und als realen, fleischgewordenen Menschen erkennen, womit die Inkarnation (Fleischwerdung Gottes) künstlerisch dargestellt wird. Der Oberkörper der Maria nimmt beinahe die gesamte Reliefmitte ein. Ihr vom Heiligenschein umfangener Kopf endet auf Höhe der Puttengesichter. Jedoch ist die Gesichtspartie der Muttergottes höher ausgearbeitet, wodurch zusätzlich Unterschiede zwischen Vorder- und Hintergrund zur Geltung kommen. Das Jesuskind nimmt die rechte Bildhälfte des Reliefs zur Hälfte ein. Sein rechter Arm endet mit der Bildgrenze. Der Blick des Kindes geht aus dem Bild heraus. Der Thron ist durch zwei unterschiedlich ausgearbeitete Volute am linken und rechten Bildrand zu erkennen. Die versetzte Anordnung der Voluten lassen den Thron zusätzlich perspektivisch wirken. Bei dem Vogel unterhalb der Thronvolute auf der linken Seite handelt es sich möglicherweise um einen Adler, was als Verweis auf einen Auftraggeber gesehen werden kann. Dieser ist jedoch unbekannt.
Antonio Rossellino fertigte Madonnen-Darstellungen mit Kind in unterschiedlichen Varianten an. Eine 2013 erschienene Dissertation von Birgit Langhanke gibt einen Überblick über die verschiedenen Madonnen-Reliefs im Werk von Antonio Rossellino. Auch zu dem Berliner Relief mit zwei Putten äußert sie sich detailliert. So sieht sie in der Körperhaltung des Kindes und dem abgewandten Blick eine Besonderheit, da das Jesuskind weniger auf die Mutter bezogen dargestellt wird. Zudem sieht Langhanke in der detaillierten Darstellung des Gewands sowie des Schmucks Marias Zeugnisse einer inhaltlichen Entwicklung der Darstellung.

## Ikonografie
Die Mutter Gottes wird hier als Thronende Madonna dargestellt. Das Motiv der Thronenden Madonna ist in der byzantinischen Ikonografie eine spezielle Form der Darstellung der Maria, der als Mutter Jesu Christi im Christentum besondere Bedeutung zukommt. Als Thronende wird sie als „Königin des Himmels und der Erde“ deutlich. Dazu wird sie als eine auf einem Thron sitzende Frau dargestellt, auf deren Schoß sich das Jesuskind befindet. Der Kreuzanhänger des Jesuskindes kann als Vorhersehung des eigenen Schicksals – Tod durch Kreuzigung – gedeutet werden. Sowohl in der Gestaltung des Hintergrunds, der Gestik und Mimik als auch in der Platzierung der Hände der beiden Figuren gibt es verschiedene Variationen. Typisch für Darstellungen der Thronenden Madonna war die Platzierung der rechten Hand Marias auf der Schulter des Kindes, und die linke auf seinem Knie. In der vorliegenden Version hat Maria ihre rechte Hand auf den Schoß des Kindes gelegt, während ihre linke Hand sanft stützend am Hinterkopf des Kindes liegt. Im Hintergrund, in den beiden oberen Ecken des Bildes sind zwei Puttengesichter zu erkennen.

## Autorschaft
Die Berliner Madonna wird in der kunsthistorischen Forschung grundsätzlich Antonio Rossellino zugeschrieben. So geht neben Heinz Gottschalk (1930) auch Leo Planiscig (1942) von einer Arbeit Antonio Rossellinos aus. Ronald Kecks (1988) sieht im Berliner Relief starke stilistische Gemeinsamkeiten mit den Figuren des Grabmals des Kardinals von Portugal – ebenfalls eine Arbeit von Rossellino. Einer Zuschreibung außerhalb des Oeuvres von Rossellino nimmt Francesco Negri Arnoldi (2003) vor, der in dem Berliner Werk eine Arbeit von Francesco di Simone Ferrucci erkennen will.

## Datierung
Bei der zeitlichen Einordnung herrscht in der Forschung größtenteils Konsens. Der Kunsthistoriker Leo Planiscig (1942) datierte das Relief auf die Zeit um 1461. Dieser Einschätzung folgen neben Giuseppe Galassi (1949) auch John Pope-Hennessy (1970) und Francesca Petrucci. (1980) In einem Ausstellungskatalog von 2013 wird das Werk ebenfalls auf 1460/1461 datiert. Ronald Kecks (1988) folgt der zeitlichen Einordnung um 1461. Eine etwas spätere Datierung erfährt das Werk durch Giancarlo Gentilini (2008), der aufgrund stilistischer sowie technischer Umsetzung der Figuren von einer späteren Entstehungszeit ausgeht.

## Funktion
Wahrscheinlich handelte es sich bei dem Berliner Modell um ein ursprünglich zur privaten Andacht hergestelltes Relief. Neben Szenen aus dem Leben und Leiden Jesu Christi oder Darstellungen von Heiligen, waren Darstellungen der Muttergottes mit ihrem Sohn ein beliebtes Sujet für Andachtsbilder. Maria ist dabei häufig in zeitgenössischer Kleidung dargestellt. Im Fall des Berliner Reliefs erscheint Maria – mit Schleier und Gewändern, sowie Halskette und Ring – im Florentinischen Mode-Stil, als junge Patrizierin. Bilder, Skulpturen oder Reliefs zur Ausübung der privaten Frömmigkeit waren sehr begehrt und erreichten breite Käuferschichten. Beliebte Madonnendarstellungen wurden dazu häufig aus kostengünstigem Material vervielfacht. Aufgrund des Materials kann jedoch ausgeschlossen werden, dass es sich bei dem Berliner Modell um einen Abguss handelt.

## Provenienz
Ein Auftraggeber des Berliner Modells ist nicht nachzuweisen. Über Vorbesitzer des Reliefs gibt es keine gesicherten Informationen. Frida Schottmüller (1933) erwähnte als möglichen Aufstellungsort die Hauskapelle im Palazzo Pitti. Erst seit 1890 gibt es gesicherte Nachweise für den Verbleib des Reliefs. So wurde das Relief für die Skulpturensammlung der königlichen Museen zu Berlin 1890 erworben. Kurz vor Kriegsende 1945 wurde das Relief zusammen mit anderen Kunstgegenständen im Leitturm in Berlin-Friedrichshain aufbewahrt und in Folge eines Brands stark zerstört. In der Nachkriegszeit gelangte das Modell in die Sowjetunion, wo es zunächst restauriert wurde. 1958 erfolgte die Rückgabe an das Bode-Museum (ehem. Kaiser-Friedrich-Museum) in Berlin, wo es seitdem ausgestellt ist.